# Добролёт (авиакомпания)
Добролёт — российская бюджетная авиакомпания, 100 % дочернее предприятие «Аэрофлота», базировавшаяся в терминале московского аэропорта Шереметьево. Основана 4 октября 2013 года. Начала коммерческую деятельность в июне 2014 года. Являлась аффилированным через Аэрофлот членом авиационного альянса SkyTeam.
30 июля 2014 года против компании введены санкции Европейского союза за полёты на территорию аннексированного Россией Крыма, после чего 3 августа авиакомпания была вынуждена прекратить выполнение всех своих рейсов. В июле 2015 года стало известно о ликвидации компании. Это один из самых коротких сроков существования среди российских авиакомпаний.

## История
В конце августа 2013 года совет директоров «Аэрофлота» рассмотрел вопрос о создании бюджетного перевозчика в составе компании и принял решение о начале финансирования проекта.
Авиакомпания «Аэрофлот» получила прямой контроль над ООО «Добролёт» 4 октября 2013 года. Руководителем стал Владимир Горбунов, который ранее возглавлял компанию «Авианова». В тот же день прошла презентация логотипа.
За первые 12 часов с момента открытия продаж 27 мая 2014 года компания сумела реализовать 4 тысячи билетов в Симферополь, уже 10 июня туда был совершён первый коммерческий рейс из аэропорта Шереметьево. С 1 августа также начали выполняться рейсы и в Волгоград.

### Приостановление полётов
30 июля 2014 года Европейский союз объявил о введении дополнительных санкций против Российской Федерации в связи с военными действиями на Украине, куда попала и авиакомпания «Добролёт» за обслуживание своего единственного на тот момент рейса «Москва—Симферополь». Санкции предполагают запрет европейским компаниям предоставлять «Добролёту» доступ к финансовым ресурсам и заморозку активов компании в ЕС.
Санкции лишили «Добролёт» и возможности страховать свои риски, о чём сообщила газета «Коммерсантъ» со ссылкой на источники страхового рынка. Вскоре могли возникнуть проблемы с бронированием билетов, так как авиакомпания работала через американскую систему Navitaire.
3 августа 2014 года в 20:00 компания официально сообщила, что из-за санкций ЕС «в условиях беспрецедентного давления со стороны европейских контрагентов» перевозчик «вынужден приостановить полёты и продажу билетов».
В пресс-релизе пояснялось, что ряд европейских контрагентов аннулировали действие договоров лизинга на самолёты, технического обслуживания и страхования воздушных судов, а также предоставления аэронавигационной информации. Пассажиров «Добролёта», у которых были куплены билеты на рейсы Москва—Симферополь и Москва—Волгоград до 15 сентября и 20 августа соответственно, с 4 августа перевозят «Оренбургские авиалинии».
На начало августа перевёз порядка 65 тыс. пассажиров.
20 августа газета «Коммерсантъ» сообщила, что совет директоров «Добролёта» рассматривает варианты возобновления работы.
В качестве вариантов продолжения деятельности предлагались перерегистрация «Добролёта» на новое юридическое лицо, создание новой дочерней компании «Аэрофлота» или введение в парк «Добролёта» дополнительных самолётов SSJ-100. Но выбрать один из вариантов совет директоров не смог, при этом по данным издания решение необходимо согласовать «на высшем уровне».

## Маршрутная сеть
30 июня 2014 года открыта продажа билетов из Москвы в Волгоград и Пермь, а затем в Самару и Уфу. Полёты должны были начаться в августе 2014 года, минимальная цена билета составила 999 рублей. После остановки полётов и продаж билетов компания заявила, что пассажиры смогут получить полное возмещение стоимости билетов (вынужденный возврат).
Планировалось выполнение рейсов по маршрутам:
Цена среднего тарифа «Добролёта» на 15-20 % ниже стоимости тарифов в экономическом классе ОАО «Аэрофлот».

## Флот
Планировалось, что в год запуска компания будет эксплуатировать восемь самолётов Boeing 737NG. Стратегия развития компании предусматривала увеличение флота до сорока воздушных судов к 2018 году (каждый год компания будет вводить по восемь самолётов Boeing-737-800NG). Самолёты получались напрямую с завода Boeing в моноклассной компоновке на 189 пассажиров. Однако 3 августа 2014 года европейские и американские контрагенты компании — лизингодатели, страховщики и компании, предоставляющие техобслуживание, — заявили об аннулировании договоров, что привело к остановке деятельности компании.
При этом, включённый в сертификат эксплуатанта авиакомпании самолёт Sukhoi Superjet 100 за время её работы так и не совершил ни одного полёта.
6 августа глава компании Андрей Калмыков сообщил о подписании прямого соглашения с «Боингом» на поставку 16 самолётов «Боинг-737-800».

### Ливрея и именные самолёты
Борта авиакомпании носили надпись «Добролёт» и три синие точки на левой стороне фюзеляжа, надпись «Dobrolet» и три синие точки — на правой. Стабилизатор синий и также носит логотип «Добролёта».

## Дополнительные услуги
«Добролёт» — классический лоукост-перевозчик. Все дополнительные услуги можно было приобрести только за дополнительную плату. На сайте авиакомпании было возможно:
- выбрать место в салоне самолёта
- произвести оплату багажа
- приобрести страховку
- арендовать автомобиль
- забронировать отель
- приобрести билеты на «Аэроэкспресс».

## Преемник
Преемник под брендом «Победа» был основан 16 сентября 2014 года. 11 ноября 2014 началась продажа авиабилетов по шести направлениям: Волгоград, Сочи, Самара, Екатеринбург, Пермь, Тюмень и Белгород. Минимальный тариф в одну сторону составил 999 рублей без учёта такс и сборов. Базовый аэропорт — «Внуково».